# Queen Victoria Museum and Art Gallery

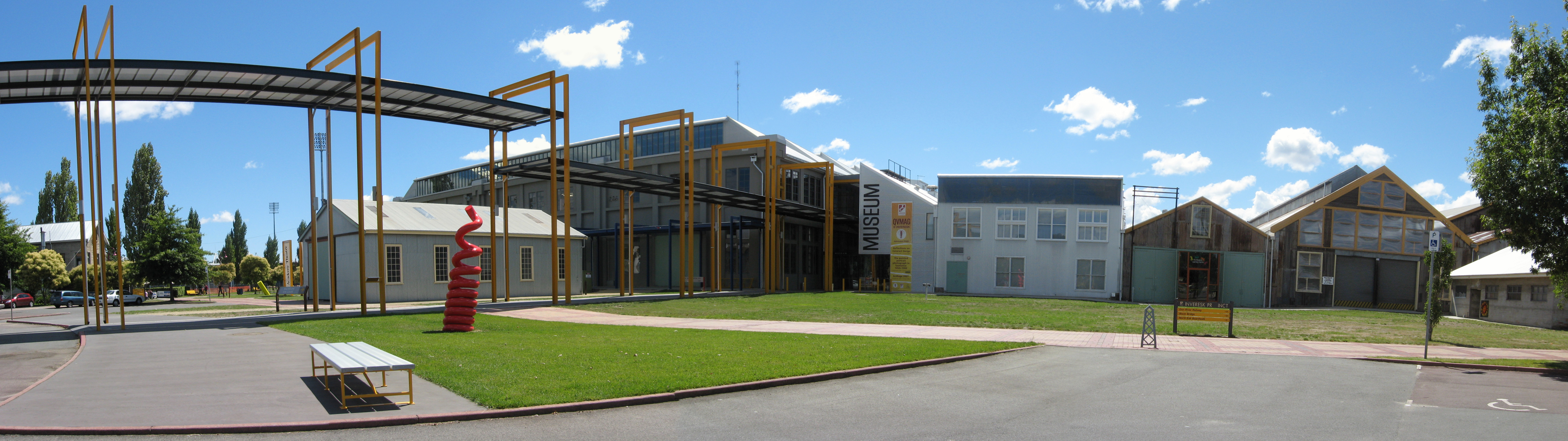
Queen Victoria Museum and Art Gallery in Inversek

Queen Victoria Museum and Art Gallery (QVMAG) ist ein Museum in Launceston, Tasmanien, Australien. Das QVMAG ist das größte Museum Australiens, das sich nicht in einer Metropole befindet. Geschichte, Naturwissenschaften, bildende Künste und Design sind die wichtigsten Sammlungsbereiche. 

## Geschichte
Die Sammlung besteht seit 1842 und umfasst bedeutende Ankäufe und Schenkungen aus der ganzen Welt. Das Museum selbst, das ursprünglich Victoria Museum and Art Gallery hieß, wurde 1891 im Royal Park offiziell eröffnet. Das Museumsgebäude wurde von dem jungen Architekten John Duncan entworfen. Der erste Kurator war Herbert Hedley Scott, der diese Aufgabe 1897 übernahm. Scott erwarb sich schnell einen hervorragenden Ruf und seine Forschungen und seine Tätigkeit als Kurator fanden internationale Beachtung.
Um Verwechslungen mit den staatlichen Museen von Victoria zu vermeiden, stimmte der Stadtrat von Launceston der Namensänderung in „Queen Victoria Museum and Art Gallery“ zu. Die ersten Sammlungen konzentrierten sich auf Mineralien und Naturwissenschaften im Erdgeschoss des Museums, während im Obergeschoss Kunst ausgestellt wurde. Da mehr Platz benötigt wurde, wurde 1907 der erste Erweiterungsbau für eine zoologische Galerie errichtet. 1927 erhielt das Museum mit dem Ankauf der Sammlung von John Watt Beattie eine weitere bedeutende Sammlung zur frühen Kolonialgeschichte, darunter eine umfangreiche „Convict Collection“. Scotts Nachfolger wurde sein Sohn Eric, ebenfalls ein angesehener Wissenschaftler, der die historischen Ausstellungen weiter ausbaute. In den folgenden Jahren wurden weitere Erweiterungsbauten errichtet und die Sammlungen und Forschungen ausgebaut. 
1998 begann das Museum mit dem Bau eines neuen Standorts in den Launceston Railway Yards in Inveresk, der 2001 eröffnet wurde. Sechs Jahre später wurde beschlossen, am ursprünglichen Standort im Royal Park eine Kunstgalerie einzurichten, während sich der Standort in Inveresk auf Naturwissenschaften und Geschichte konzentriert. Die Hauptausstellung „Tasmanian Connections“ wurde 2010 eröffnet, und 2011 wurde die renovierte Kunstgalerie als Raum für bildende Kunst und Design eingeweiht.
Das QVMAG ist Eigentum der Stadt Launceston und wird von der tasmanischen Regierung unterstützt. Das Queen Victoria Museum and Art Gallery befindet sich auf dem angestammten Land der Stoney Creek Nation, die aus den Clans der Tyerrenotepanner, Leterremairrener und Panninher besteht.